# همه‌چیز در مورد مصطفی
همه‌چیز در مورد مصطفی (به ترکی استانبولی: Mustafa Hakkında Herşey) یک فیلم در ژانر درام و مهیج محصول سال ۲۰۰۴ ترکیه است که توسط چاقان ایرماک نوشته و کارگردانی شده‌است. داستان فیلم درباره مردی است که پس از از دست دادن همه چیز در یک تصادف مجبور به مقابله با گذشته خود می‌شود. از بازیگران آن می‌توان به فکرت کوشکان، نجات ایشلر، باشاک کوکلوکایا، و شریف سزر اشاره کرد.